# Douglas B-18 Bolo
Douglas B-18 Bolo byl americký střední bombardér, který létal koncem 30. let a v době druhé světové války. První prototyp letounu, který byl založen na konstrukci dopravního letounu Douglas DC-2, vzlétl v dubnu 1935, do výzbroje armády byl zařazen o rok později. Jednalo se o stroj, který byl nedostatečně vyzbrojen a který měl slabý pohon. Po vypuknutí války byl užíván k druhořadým účelům, a to buď jako dopravní či jako hlídkový letoun. Celkem bylo vyrobeno 350 kusů.

## Vývoj

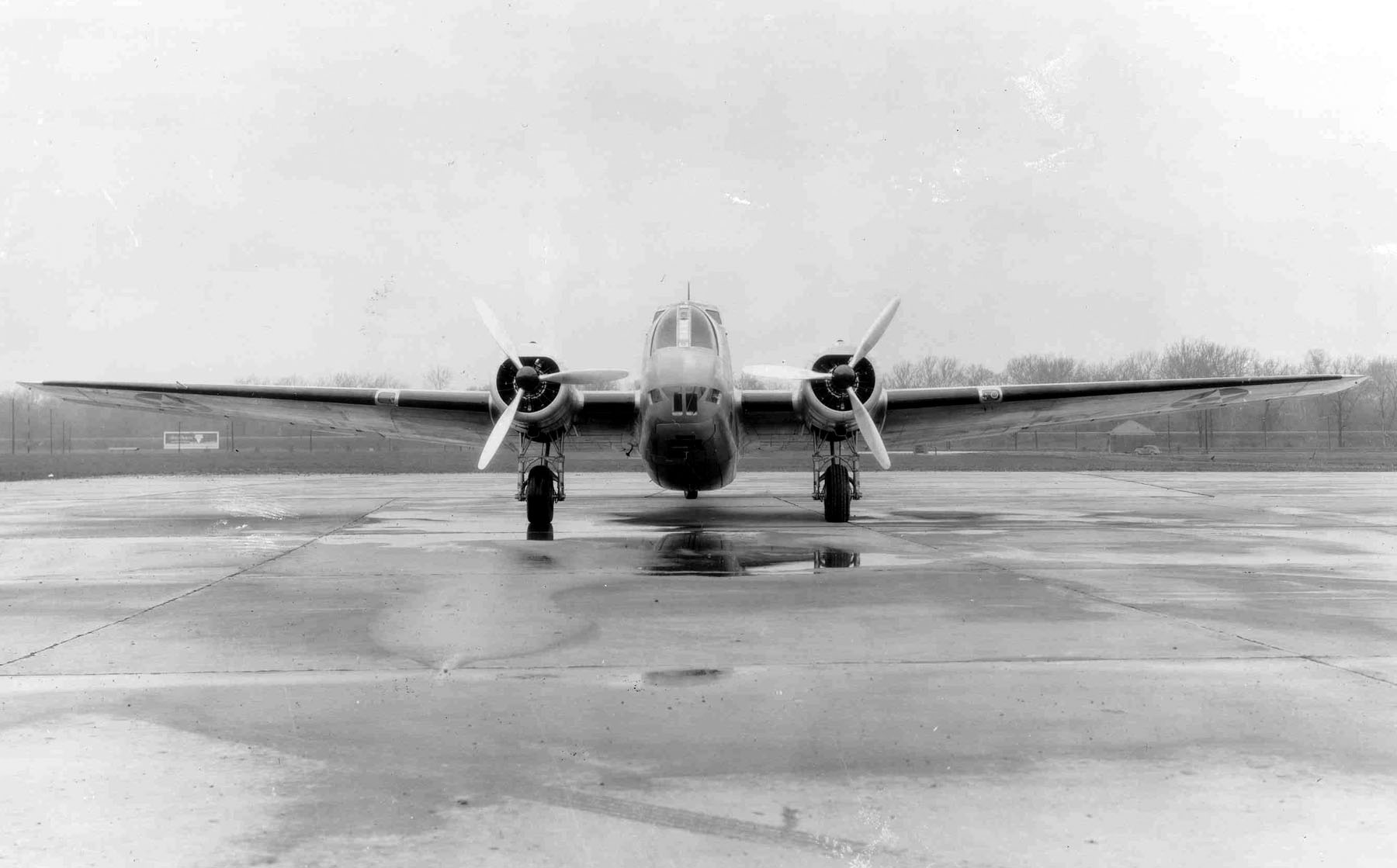
Douglas B-18

V roce 1934 Americké letecké síly objednaly vývoj bombardovacího letounu, který by nahradil tehdy do služby zaváděný typ Martin B-10. Měl být schopný unést dvojnásobný náklad pum na dvojnásobnou vzdálenost, než byl schopen B-10.
Firma Douglas na základě této objednávky vyvinula model DB-1, který se v soutěži střetl s letouny Boeing Model 299 (pozdější Boeing B-17 Flying Fortress) a projektem Martin Model 146. Přestože byl prototyp Boeingu považován za nejlepší, během testů havaroval, což částečně pokazilo dobrý dojem, jež na velení USAAC udělal. Navíc v té době doznívala Velká hospodářská krize a pro typ DB-1 hrála jeho nižší cena $58 500 oproti $99 620 za Boeing Model 299. V lednu 1936 proto byla objednána sériová výroba DB-1, pod armádním označením B-18.
Konstrukce B-18 byla, kromě několika modifikací, totožná s dopravním letounem Douglas DC-2. Jeho rozpětí bylo o 1,4 m větší, trup byl hlubší, aby se do něj lépe vešel náklad pum a šestičlenná posádka. Díky vyššímu trupu se z letounu stal středoplošník. Výzbroj se skládala z trojice kulometů ráže 7,62 mm, které byly ve střelištích v nose letounu, v horním a dolním střelišti.

## Operační služba

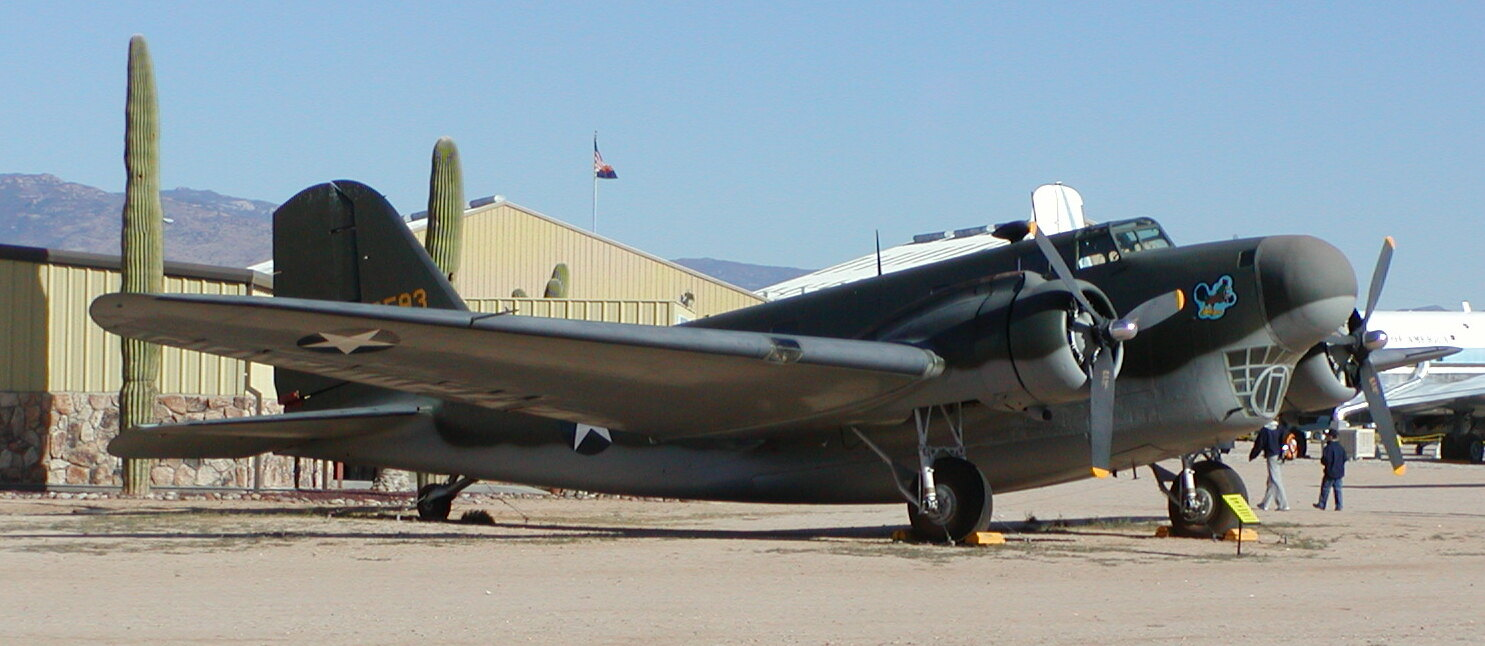
B-18B Bolo v Pima Air Museum v Tucsonu.

V roce 1940 byla letouny B-18 vybavena většina amerických bombardovacích perutí. Mnoho z nich, které byly ve stavu 5. a 11. bombardovací skupiny na Havaji, bylo později zničeno při útoku na Pearl Harbor.
Do roku 1942 byly B-18 v prvoliniové službě vystřídány bombardéry B-17. Proto bylo 122 kusů B-18A upraveno na protiponorkový boj. Stanoviště bombometčíka bylo odstraněno a místo něj byl radar. Někdy byly vybaveny detektory magnetických anomálií. Tyto letouny sloužily, pod označením B-18B, v Karibské oblasti.
Dva letouny byly v roce 1942 předány Brazilskému letectvu. Kanadské královské letectvo získalo 20 B-18A, které byly používány k protiponorkovým hlídkám nad Atlantikem. Dne 2. října 1942 se americkému B-18B podařilo u břehů Francouzské Guyany potopit německou ponorku U-512. Do konce války se hlídkovým B-18 podařilo potopit ještě dvě ponorky. Přitom kanadské B-18A se celkem jedenáctkrát pokusily o útok na německou ponorku.

## Varianty
- DB-1 - Prototyp, první vyrobený B-18. Postaven 1 kus.

- B-18- První série 131 či 133 kusů.

- DB-2 - poslední kus série B-18. Motorická přední střelecká věž. Postaven 1 kus.

- B-18M - B-18, upravené na cvičné. Odstraněno vybavení bombometčíka.

- B-18A - B-18 se silnějšími motory Wright R-1820-53. Postaveno 217 kusů.

- B-18AM - B-18A, upravený jako cvičný letoun.

- B-18B - Protiponorková verze. Přestavěno ze starších verzí. Přestavěno 122 kusů.

- B-18C - Protiponorková verze. Přestavěno ze starších verzí. Přestavěny 2 kusy.

- XB-22- Projekt B-18 s novými motory Wright R-2600-3 (1 600 hp). Nerealizováno.

- C-58 - B-18 přestavěné na transportní letouny.

- Digby I - B-18A upravené pro Kanadské královské letectvo.

## Uživatelé

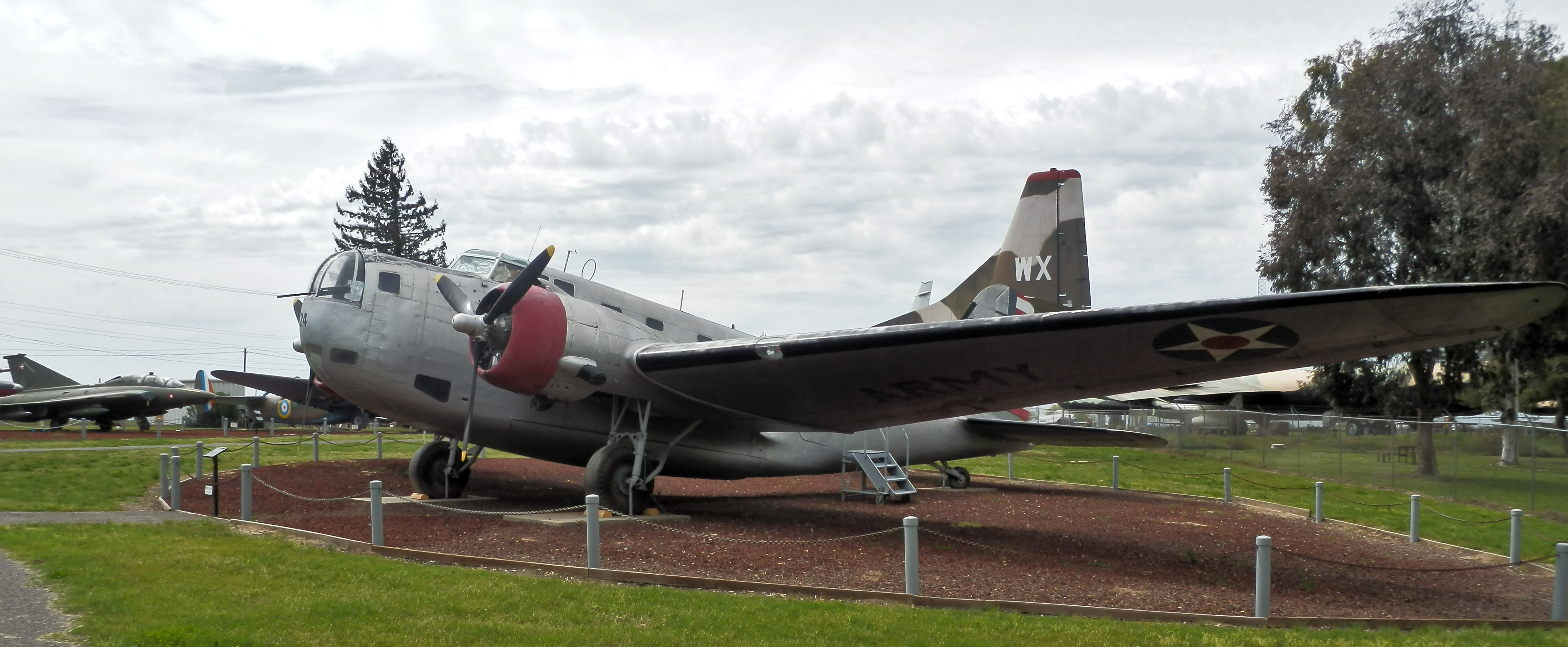
B-18B Bolo v Castle Air Museum v Atwateru.

- Brazílie
  - Força Aérea Brasileira (2 kusy)
- Kanada
  - Royal Canadian Air Force (20 kusů B-18A)
- Spojené státy americké
  - United States Army Air Corps
  - United States Army Air Forces

## Specifikace

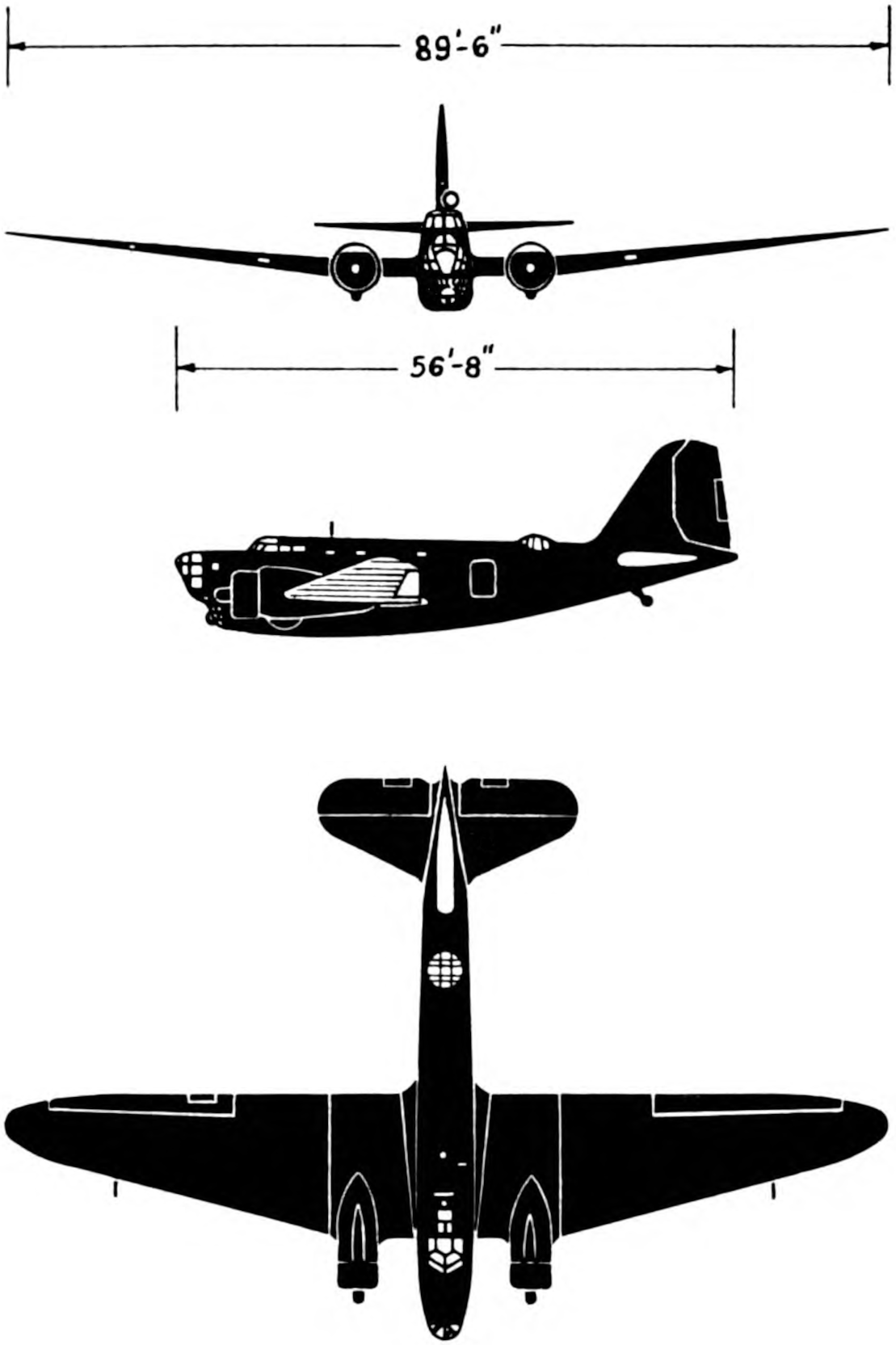
Douglas B-18A Bolo

### Technické údaje
- Osádka: 6
- Rozpětí: 27,28 m
- Délka: 17,63 m
- Výška: 4,62 m
- Nosná plocha: 89,65 m²
- Hmotnost prázdného letounu: 7403 kg
- Vzletová hmotnost: 12 552 kg
- Pohonná jednotka: 2 × vzduchem chlazený přeplňovaný hvězdicový devítiválec Wright R-1820-53
- Výkon pohonné jednotky: 1000 k (750 kW)

### Výkony
- Maximální rychlost: 346 km/h
- Dostup: 7285 m
- Dolet: 1900 km

### Výzbroj
- 3 × kulomet Browning ráže 7,62 mm
- 2950 kg pum